# Marcel Witeczek
Marcel Witeczek (Tychy, 18 oktober 1968) is een Duits voormalig betaald voetballer van Poolse afkomst. Hij was een centrumspits die in de Bundesliga onder andere uitkwam voor Borussia Mönchengladbach en Bayern München.

## Carrière
Witeczek speelde als diepe spits. Hij debuteerde reeds als negentienjarige in het shirt van Bayer Uerdingen, tegen FC Homburg op 8 augustus 1987.
De in Polen geboren Duitser scoorde 75 doelpunten in competitieverband en schreef twee keer de Bundesliga op zijn naam met 'Rekordmeister' Bayern München: in 1994 en 1997. Bovendien won hij met de club de UEFA Cup 1995/96 door in de finale op totaal met 5–1 te winnen van het Franse Girondins de Bordeaux (2–0 thuis, 1–3 uit). Hij speelde vier seizoenen voor Bayern, van 1993 tot 1997. Witeczek werd door Bayern overgenomen van 1. FC Kaiserslautern. In 1997 verhuisde Witeczek naar Borussia Mönchengladbach, waar de spits tot 2003 onder contract stond. Laatst speelde Witeczek op professioneel niveau voor Wattenscheid, van 2003 tot 2005.

## Erelijst
| Bundesliga | 2 | 1993/94, 1996/97 |
| UEFA Cup   | 1 | 1995/96          |

- FIFA-wereldkampioenschap voetbal onder 20 Bronzen Bal: 1987

- FIFA-wereldkampioenschap voetbal onder 20 Gouden Schoen: 1987